# Ponte Rio Negro
De Ponte Rio Negro is een tuibrug over de Rio Negro bij de voorheen geïsoleerd gelegen stad Manaus in Brazilië. De Rio Negro is een zijrivier van de Amazonerivier, bij Manaus ook Rio Solimões genoemd, die via de Casiquiarerivier in verbinding staat met de Orinocorivier in Venezuela. 
Deze tuikabelbrug telt vier rijstroken, de pyloon is 190 meter hoog en de brug is 3595 meter lang. De brug vormt de verbinding tussen de gemeenten Manaus en Iranduba in de deelstaat Amazonas.

## Eerste plannen voor brug over Rio Negro
De eerste plannen voor de brug dateren van 2003. Een onderzoek van de wetgevende raad van de regio Amazonas leverde in juni 2003 onder meer klachten op over lange wachttijden bij de veerboot, ongemak voor de passagiers en gebrek aan veiligheid. Een handtekeningenactie in november 2003 leverde 120.000 handtekeningen op van voorstanders van de bouw van de brug. Nog in hetzelfde jaar begon een onderzoek naar de technische haalbaarheid van de brug, wat in april 2007 resulteerde in een rapport. De aanbestedingsprocedure werd in mei 2007 gestart en in november 2007 werd de bouw van de brug gegund aan het consortium Rio Negro.
Critici van de brug vreesden voor verdere aantasting van het oerwoud in het Amazonegebied, omdat de ontbossing in het verleden ook altijd daar plaatsvond waar nieuwe wegen werden aangelegd, zo vertelde professor Philip Fearnside in 2010 in een interview aan de Britse krant The Guardian. 
Voorstanders van de bouw van deze brug benadrukten het economisch belang van een brug op deze strategische locatie, omdat deze brug een van de ontbrekende schakels in het Braziliaanse wegennet vormt. Zodra er ook een brug over de Amazone-rivier gebouwd wordt, zou Manaus veel beter bereikbaar worden via de weg.

## Bouw van brug over deZwarte Rivier
De bouw van de brug begon officieel in december 2007 met een dienstorder aan het winnende consortium van aannemers. In juli 2008 werden de eerste pijlers in de centrale vaargeul van de Rio Negro geplaatst, in aanwezigheid van de gouverneur van de regio. Bij de bouw werd ongeveer evenveel cementbeton en wapeningsijzer gebruikt als nodig zouden zijn geweest voor de bouw van drie Maracanã-voetbalstadions. Vanwege de zuurtegraad van het water wat de Rio Negro (Zwarte Rivier) aanvoert werd ook puzzolaan gebruikt. 
Het water van de Rio Negro heeft een andere chemische samenstelling, met looizuur, waardoor het water zwart kleurt als thee. Ten oosten van Manaus is duidelijk het kleurverschil te zien met het water van de Amazone, waar de Rio Negro in uitmondt, zonder er zich direct mee te vermengen. 

## Opening, gebruik en hernoeming van de brug
Op 24 oktober 2011, de 342e verjaardag van de stad Manaus, werd de brug opengesteld onder de naam Ponte Rio Negro, in aanwezigheid van de toenmalige Braziliaanse presidente Dilma Rousseff,  die beloofde dat de vrijhandelsstatus van de haven van Manaus voor nog eens 50 jaar verlengd zou worden.  In februari 2017 werd de naam van de brug veranderd in Ponte Jornalista Phelippe Daou, naar een journalist die door een voormalige gouverneur van de deelstaat Amazonas was vermoord. In april 2019, bij de 371e verjaardag van het Braziliaanse leger, kreeg de brug bijzondere verlichting.  